# Nether Stowey
Nether Stowey é uma vila localizada na Inglaterra.
Localiza-se em Sedgemoor, districto de Somerset, South West England.